# 1954年长江洪水
1954年长江洪水指1954年6月至9月之间的江淮水災，是中华人民共和国历史上最严重的洪灾之一。长江中下游、淮河流域，湘、鄂、赣、皖、苏5省有123个县市受灾，农田受淹4755万亩，受災人口1888万人，死亡3.3万人，京广铁路近100天不能通车。此次水灾水量、水位均大于1931年江淮水災，是“近百年来罕有的特大洪水”，尤以湖北省受洪水的影响严重。

## 水情
当年因大气环流异常，雨带长期徘徊在江淮地区，梅雨期延长一个月。6、7月份，共发生9次大范围暴雨。4月至7月间，长江中下游地区降雨量为常年同期的两倍多，超过常年近一年的量。7月中下旬，雨带向前长江上游的四川推进，加重中下游的灾情。
7月初，荆江大堤全线即进入抗洪紧张阶段。7、8月份洪水总量为2448亿立方米，各主要控制站高出警戒水位时间为49至135天，相当于100年至200年一遇洪水。湖北境内的宜昌站最大洪峰流量为每秒6.68万立方米，武汉关最大洪峰流量为每秒7.61万立方米。8月18日，武汉关出现历史最高水位29.73米。当时守卫武汉的江汉大堤出现险情21523起，平均不到10分钟一起。政府为武汉防汛工作投入了巨量的人力、物力。
由于洪水量巨大，已超过荆江分洪工程的承受能力（54亿立方米）。在7月22日、29日、8月22日先后三次开启荆江分洪闸后，中央和地方政府为确保荆江大堤和武汉的安全，又采取了一系列分洪、蓄洪措施，总分洪水量为122.56亿立方米。

## 各地灾情

### 湖北
程美東《透视当代中国重大突发事件》載「湖北省受洪水的影响尤其严重。长江流域3,000万灾民，湖北省就占了三分之一。根据相关资料的统计，全省因灾死31,762人，死耕畜16,056头，倒塌房屋2,205,135间，浸湿和冲走粮食6,935,743斤。国营商业财产损失2,134,062万元，合作部门损失达1,465,468万元。9所中等学校房屋全部倒塌；14所部分倒塌。小学校舍遭毁的占灾区原有校舍总数的50%以上，仅倒塌者即有19,321间。农田水利设施也受到极大破坏，大中型水库、剅闸及附属建筑物冲毁98处，小型塘堰、沟渠冲毁138,021处，290余万亩农田丧失了灌溉和排水能力。」
「武汉市内地势较低处渍水成灾，150万人口中，就有灾民376,313人，死亡30人，伤42人，4,388栋楼房倒塌；黄冈地区受灾人口2,252,334人，受灾田亩3,627,282亩，死伤3,126人，倒塌房屋752,268间；孝感地区受灾人口2,237,628人，受灾田亩4,299,935亩，死伤1,780人，倒塌房屋650,902间；荆州地区受灾人口3,873,355人，受灾田亩11,700,284亩，死伤25,586人，倒塌房屋641,525间；其他受灾区也是房倒屋塌，人畜伤亡。截至1954年8月19日止，据49个县、2个市、1个省属农场的统计：全省受灾田地占总田亩数的35%以上；受灾人口占全省总人口的39%以上。损失非常严重。由于武昌、汉口被洪水围困百日之久，京广铁路100天未能正常通车。」

## 毛泽东紀念

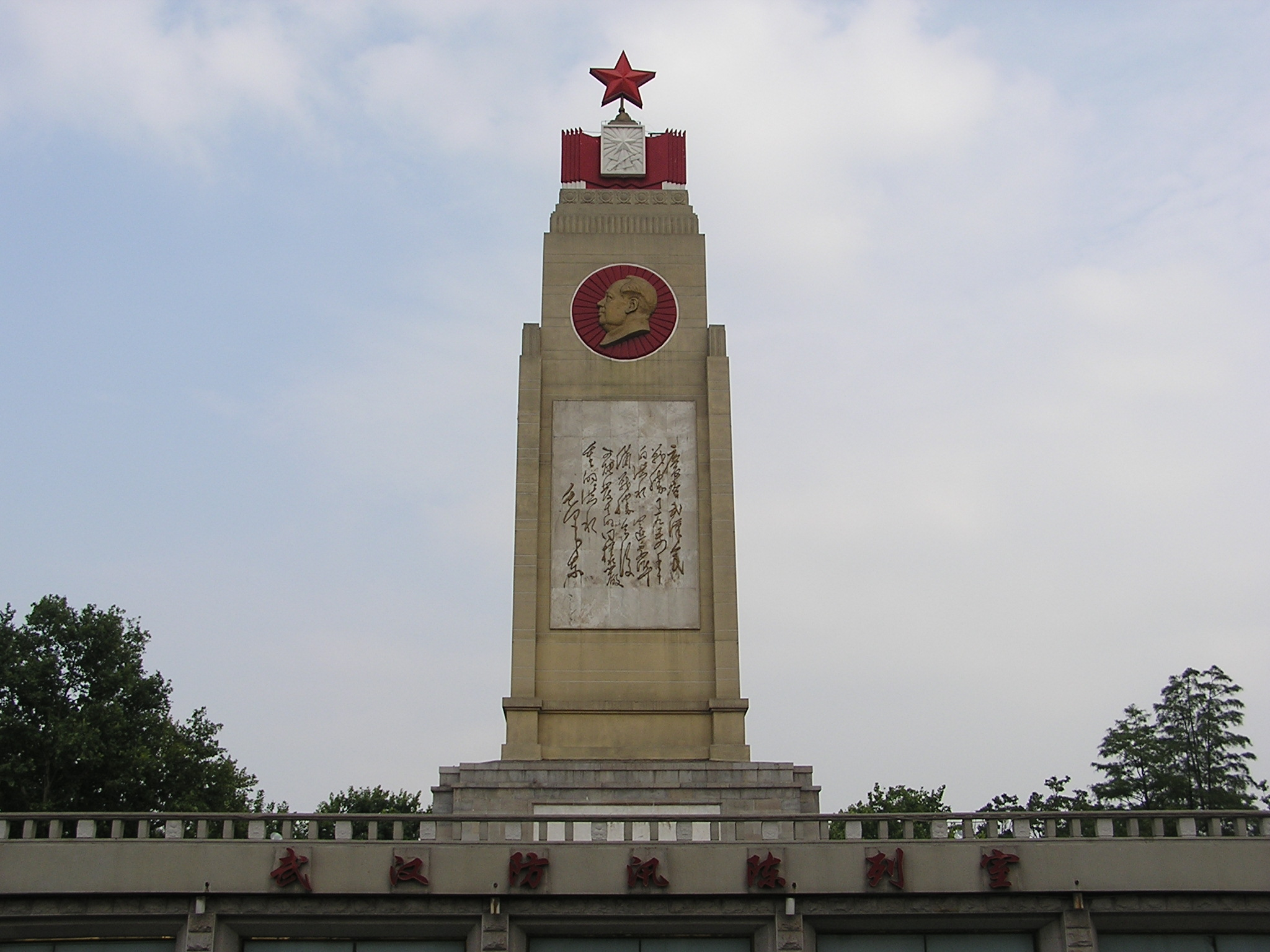
武汉防汛纪念碑

1954年，毛泽东题字庆贺武汉战胜洪水。1969年兴建武汉防汛纪念碑纪念此次洪水期间的防汛工作。

## 同时期其他流域洪水
淮河流域洪水，淮北大堤失守，堤防溃决，淮北平原大片被淹，农田成灾面积达408.2万公顷，安徽、江苏死亡1930人。海河流域内涝，农田受涝面积292.7万公顷。黄河中下游干流及中游支流渭、汾河，辽河流域以及浙、粤、桂等省洪水。